# Йос Стеллінг
Йос Стеллінг (нід. Jos Stelling; * 16 липня 1945, м. Утрехт, Нідерланди) — голландський режисер і сценарист кіно.

## З життя і творчості
Йос Стеллінг народився 16 липня 1945 року в Утрехті (Голландія). Виріс у католицькій родині, де був дев'ятою дитиною. Отримав художню освіту, спеціалізувався у живописі та графіці.
Як кінорежисер дебютував у 1974 році фільмом «Марікен з Неймегена», який демонструвався на кінофестивалі в Каннах.
Йос Стеллінг зняв більше десяти ігрових і документальних картин, і його стрічки вирізняє глибина постановки психологічних та етичних проблем, їх неординарне вирішення, а також гострий гумор. Темою картин Стеллінга є стосунки між людьми, які кінорежисер і сценарист передає за допомогою пластичних засобів, нерідко прибираючи з кадру соціальну та політичну складову цих стосунків.
Найвизначнішою роботою Стеллінга 1970-х років вважається картина «Рембрандт, створено в 1669 році» (1977), удостоєна призів на фестивалях в Корку і АСАЛА.
У 1982 році Стеллінг заснував Нідерландський кінофестиваль під назвою «Нідерландські Дні Кіно» (Nederlandse Filmdagen).
У 1980-х роках велику популярність здобули стрічки Стеллінга «Удавальник» (1981), «Ілюзіоніст» (1983), «Стрілочник» (1986). Останній фільм, поряд зі створеним у 1995 році «Летючим голландцем», світова критика включила в сотню найкращих кінокартин сторіччя.

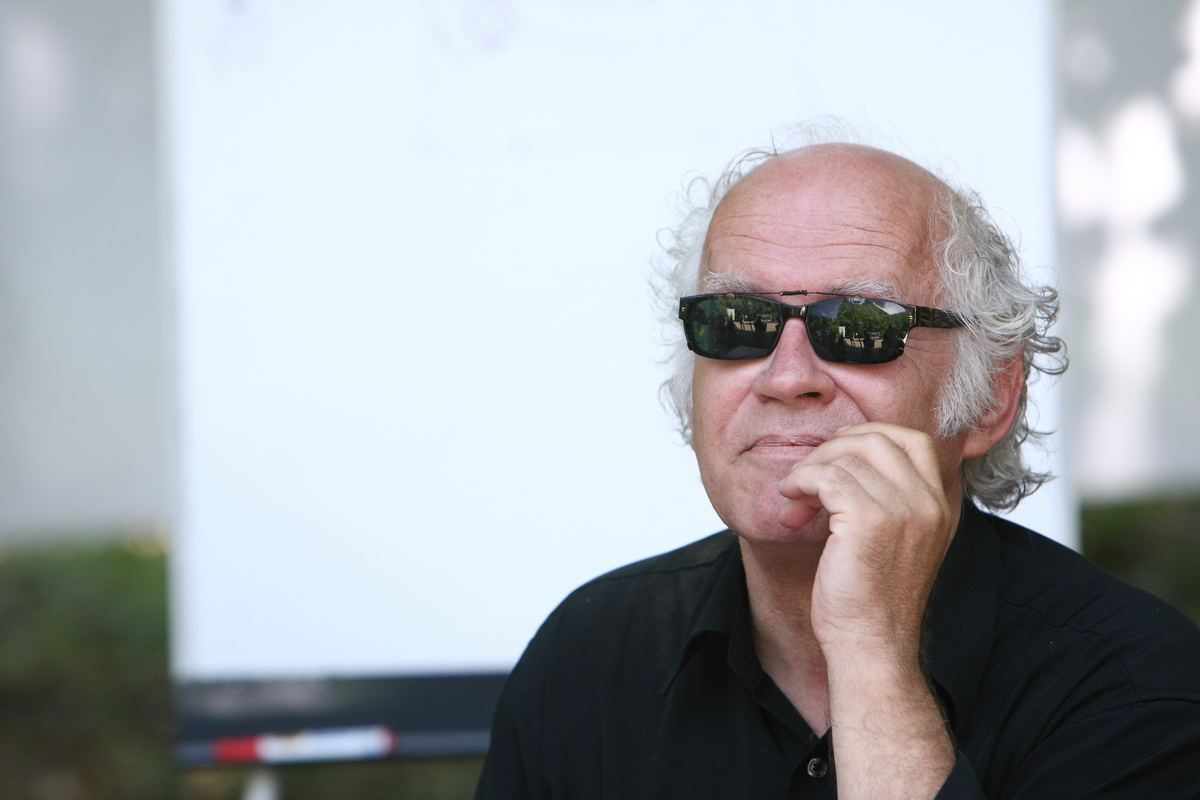
Йос Стеллінг на 1-му міжнародному кінофестивалі (Одеса, Україна)

У рідному Утрехті Йос Стеллінг є власником кафе та двох кінотеатрів на 4 та 2 зали, які приносять йому стабільний прибуток і дають можливість бути незалежним при створені власних картин. Майже 30 років він фільмує свої стрічки з тією самою командою.
У кінорежисера четверо дітей, троє з яких так чи інакше є причетними до кінематографу.
Йос Стеллінг є частим (близько 10 разів) гостем в Україні — так, у 2006 році він знімав саме в Україні картину «Душка», яка в наступному (2007) році відкривала Київський міжнародний фестиваль «Молодість», на початку 2009 року Стеллінґ приїхав на запрошення Антона Пугача, керівника мережі кінотеатрів «Мультиплекс», аби представити повну ретроспективу своїх фільмів, а також відкрити зал свого імені у миколаївському «Мультиплексі», а влітку 2010 року він був головою журі Одеського 1-го міжнародного кінофестивалю.
У 2018 підтримав звернення Європейської кіноакадемії на захист ув'язненого у Росії українського режисера Олега Сенцова

## Фільмографія
- 1974 — «Марікен із Немегена» / Mariken van Nieumeghen;
- 1975 — «Елкерлік» / Elkerlyc;
- 1977 — «Рембрандт: Портрет 1669» / Rembrandt fecit 1669;
- 1981 — «Удавальник» / De Pretenders;
- 1983 — «Ілюзіоніст» / De Illusionist;
- 1986 — «Стрілочник» / De Wisselwachter;
- 1995 — «Летючий голландець» / De Vliegende Hollander;
- 1996 — «Зал очікування» / De Wachtkamer;
- 1999 — «Ні потягів, ні літаків» / No Trains No Planes;
- 2000 — «Бензоколонка» / The Gas Station;
- 2003 — «Галерея» / The Gallery;
- 2007 — «Душка» / Duska;
- 2010 — «Пошук» / Het bezoek.
- 2012 — «Дівчина і смерть» / Girl and death